# Platypalpus cognatus
Platypalpus cognatus är en tvåvingeart som först beskrevs av Collin 1949.  Platypalpus cognatus ingår i släktet Platypalpus och familjen puckeldansflugor. Inga underarter finns listade i Catalogue of Life.